# Bulgària al Festival de la Cançó d'Eurovisió 2012
| Edició                   | 2012                                                         |
| Televisio(ns) implicades | BNT                                                          |
| Nom de la preselecció    | Bulgarskata pesen za Evroviziya 2012.                        |
| Dates                    | Semifinal: 14 de gener de 2012. Final: 29 de febrer de 2012. |
| Format                   | Preselecció oberta: una semifinal i una gala final.          |
| Presentadors             | Milenita i Aleksander Sano (Srebroto)                        |
| Nombre de participants   | 22                                                           |

La BNT organitza una preselecció oberta amb una semifinal i una gran final.

## Organització
El període per enviar propostes a la BNT va comprendre des del dia 9 de setembre fins al dia 11 de novembre de 2011.
El 14 de gener de 2012 tindrà lloc la semifinal; els dotze artistes qualificats participaran en la gran final prevista pel 29 de febrer de 2012.
El resultat de les gales es decidirà al 50% entre el televot del públic i un jurat d'experts, compost per Angel Zaberski, Hajgashod Agasjan, Mihail Belchev, Jordan Eftimov, Georgi Enchev, Vasil Gjurov, Aleksandar Petrov, Zhivko Kolev i com a president d'aquest, Stefan Dimitrov.

## Candidats[4]
Els 22 semifinalistes escollits pel jurat d'experts, i que passen a la fase final de la preselecció són:
- Alex & 4Give
- Svetozan Hristov
- Simona Sivanio
- Sunnie
- Ivaylo Kolev
- Sofi Marinova
- Teni Omede
- Monika Kirovska
- Sonya Ivanova
- Georgi Vurbanov
- Ivaylo Kolev
- Margarita Hranova
- Dess
- Tsvetelin Atanasov-Elvisa ft. DZ
- Viktoria Dimitrova
- Todor Gadzhalov
- Vyara Pantaleeva
- Rene Ranev
- Steliyana Hristova
- Better than Grey
- New 5
- Go Week

## Resultats
- Semifinal: 14 de gener de 2012.

Finalistes automàtics:
- Dess - Love is alive (elecció del jurat)
- Sofi Marinova - Love unlimited (elecció del televot)

Altres finalistes:
- Tsvetelin Atanasov-Elvisa ft. DZ - Love goes around
- New 5 - Change for a better life
- Rene Ranev - Alone
- Go Week - The way you see the world
- Simona Sivanio - Eternal
- Svetozar Hristov - Kick me down
- Vyara Pantaleeva - Vyara
- Ivailo Kolev ft. Hipnotik - Searching for the words
- Steliyana Hristova - Putyat
- Todor Gadzhalov - Still love you